# Hans Hermann Ochsenbach
Hans Hermann Ochsenbach (* 1558 in Tübingen; † 1621 ebenda) war um 1576 Burgvogt von Tübingen. Er bekam von Herzog Ulrich das ehemalige Tübinger Frauenkloster mit dem Namen Klause geschenkt, aus dessen Kapelle bereits die Jakobuskirche geworden war.

## Familie
Sein Vater war der Besitzer des Hauses Am Markt 5 in Tübingen. Sein Sohn, Nicolaus Ochsenbach (* 16. Dezember 1562; † 1626), war nach langjährigen militärischen Diensten außerhalb Württembergs, ab 1597 Schlosshauptmann von Hohentübingen.